# Vorstich

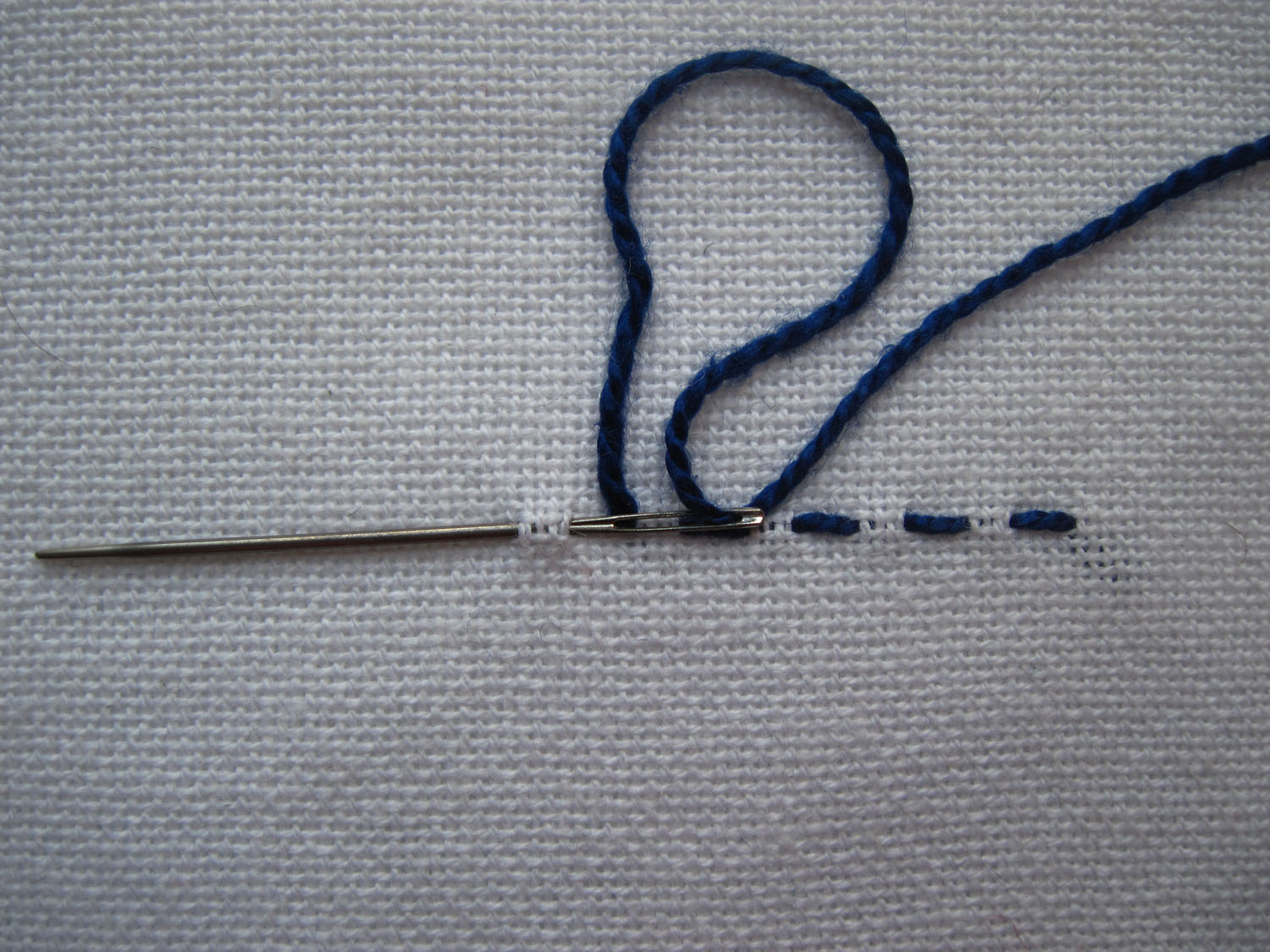
Vorstichnaht

Der Vorstich oder Heftstich ist die einfachste Stichart beim Handnähen, Sticken und Stopfen. Eine gerade ausgeführte Vorstichnaht sieht aus wie eine gestrichelte Linie.
Der Vorstich wird von Rechtshändern von rechts nach links gearbeitet. Als Heftstich findet er bei fast allen Schneiderarbeiten Anwendung. Er wird auch zum Kräuseln, beim Quilten und zum Markieren und Unterlegen von Languetten- und Plattstichstickereien verwendet, wenn die Muster besonders plastisch erscheinen sollen.
Beim Sticken auf gewebten Stoffen ist die Ausführung einfach: Man sticht an einer Stelle ein, überspringt ein paar Fäden und sticht auf die Rückseite. Dort wird die gleiche oder eine abweichende Menge Fäden abgezählt und die Nadel wieder auf die Vorderseite des Stoffes gebracht. Auf nicht zählbaren Stoffen verlangt der Vorstich durch seine Regelmäßigkeit einiges an Augenmaß.
Die Vorstichnaht wird bevorzugt als Heftstich angewandt, verdeckt bei Säumen, oder beispielsweise um ein Kleidungsstück schnell für eine Anprobe vorzubereiten, sie erspart das Abstecken mit Nadeln. Der Faden muss allerdings nach der Anprobe entfernt und durch eine geeignetere Naht ersetzt werden, auch ist das Nähen für ungeübte Näher zeitaufwändiger als das Stecken.